# Драман, Хамину
Хамину́ Драма́н (англ. Haminu Draman; род. 1 апреля 1986[…], Аккра) — ганский футболист, правый атакующий полузащитник. В составе сборной Ганы завоевал бронзовые и серебряные медали Кубка африканских наций.

## Карьера
Выступал за клубы «Харт оф Лайонс», «Црвена звезда» и «Генчлербирлиги». С 2007 года был игроком московского «Локомотива». 17 февраля 2009 года на правах годичной аренды перешёл в «Кубань», к которой присоединился в тот же день. 14 марта 2009 года дебютировал за новый клуб в первом туре чемпионата России в игре против казанского «Рубина» (0:3), отыграв весь матч. 26 апреля забил свой первый гол за «Кубань» на последних минутах матча против клуба, которому принадлежит — московского «Локомотива». Этот гол стал победным и единственным в матче. Всего за «Кубань» провёл 27 матчей, в которых забил 3 мяча, в чемпионате и 1 матч в Кубке России, после чего ввиду завершения срока аренды покинул «Кубань». 11 июля 2011 года подписал однолетний контракт с клубом французской Лиги 2 «Арль-Авиньон».

## Точное написание фамилии
Ассоциация футбола Ганы во всех документах пишет, что фамилия футболиста — Драмани. Но это ошибка. Как пояснил сам футболист, его фамилия — Драман.

## Интересные факты
- 14 июня 2010 года в СМИ появилась информация о том, что футболист умер, но потом эта информация была опровергнута им самим.

"На самом деле всё не так страшно. Вам-то теперь, надеюсь, понятно, что эта информация не соответствовала действительности? А проблема была в том, что я попал в больницу в бессознательном состоянии… И прежде чем я там, в больнице (а дело было во Франции), очнулся, я вообще с трудом что-то соображал — настолько высокая температура поднялась от лихорадки. Что-то типа серьёзной малярии. Я её подцепил в Гане… Сейчас самочувствие в норме. Да не просто в норме — очень, очень хорошее!